# 関根莉子
関根 莉子（せきね りこ、1998年7月13日 - ）は、日本の元女優、元ファッションモデル。
埼玉県出身。スターダストプロモーションに所属していた。

## 来歴
2011年に行われたファッション雑誌『ピチレモン』第19回オーディションにて、グランプリを受賞し専属モデルとして活動。4年半のモデル活動を経て、2015年11月号をもって卒業を発表。

## 人物
趣味は、映画鑑賞。
特技は、ギター、トランペット。
ピチモ時代で同期であった福原遥とはプライベートでも仲がいい。
またSilent Sirenのすぅちゃんを憧れとして挙げている。

## 出演

### テレビ番組
- NHK すイエんサー レギュラー
- 1番ソングshow 再現ドラマ

### テレビCM
- バンダイ たまごっち TVCM
- 栄光ゼミナール CM
- しまむら 広告モデル
- セシール　キッズセシール　広告
- セシール cupop (2012〜2014)

### 雑誌
ピチレモン